# ニシキガメ
ニシキガメ（錦亀、学名：Chrysemys picta）は、ヌマガメ科ニシキガメ属に分類されるカメ。本種のみでニシキガメ属を形成する。

## 分布
C. p. bellii　セイブニシキガメ
アメリカ合衆国北西部から中部、カナダ（アルバータ州南部、オンタリオ州南西部、サスカチュワン州、ブリティッシュコロンビア州南部、マニトバ州）、メキシコ（チワワ州）
C. p. dorsalis　セスジニシキガメ
模式標本の産地（模式産地）はニューオーリンズ周辺（ルイジアナ州）。
アメリカ合衆国（アーカンソー州、アラバマ州北部、イリノイ州南部、オクラホマ州南東部、テキサス州の一部、ミシシッピ州北部、ミズーリ州南部、ルイジアナ州）固有亜種
C. p. marginata　フチドリニシキガメ
模式産地はインディアナ州北部。
アメリカ合衆国中東部、カナダ（オンタリオ州南東部、ケベック州南部、ニューブランズウィック州、ノバスコシア州）
C. p. picta　トウブニシキガメ
アメリカ合衆国東部、カナダ（ニューブランズウィック州、ノバスコシア州）

## 形態
最大甲長25cm。オスよりもメスの方が大型になる。背甲は扁平で、上から見ると細長い卵型。甲板の表面には筋状の盛りあがり（キール）や皺がなく滑らか。項甲板はやや大型で、後方がやや幅広い等脚台形。縁甲板は鋸状にならず滑らか。腹甲には切れこみが入らない。
頭部は中型で、吻端はあまり突出しない。上顎の先端が凹み、その両脇が突出し牙状になる。頸部は短い。頭部や四肢の色彩は黒や暗緑色で、黄色や赤の筋模様が入る。種小名pictaは「彩色された」の意で背甲や頭部、四肢の斑紋に由来し和名や英名（painted=彩色した）と同義。
卵は長径2.8-3.5cm、短径1.6-2.3cmと楕円形で、白い皮革状の殻で覆われる。
C. p. bellii　セイブニシキガメ
最大亜種。椎甲板のシームと肋甲板のシームが直線状にならない。背甲は暗緑色で、明色の網目状の斑紋が入る。腹甲には大型かつ複雑な暗色の斑紋が入る。
C. p. dorsalis　セスジニシキガメ
最大甲長16cmと最小亜種。椎甲板のシームと肋甲板のシームが直線状にならない。背甲の色彩は黒や暗緑色で、椎甲板に赤や黄色の縦縞が入る。亜種小名dorsalisは「背中の」の意。腹甲の色彩は黄色一色。
C. p. marginata　フチドリニシキガメ
最大甲長20cm。椎甲板のシームと肋甲板のシームが直線状にならない。背甲は暗緑色で、幼体は縁甲板に背甲を縁取るような明瞭な赤い斑紋が入るが成体では不明瞭になる個体もいる。亜種小名marginataは「縁取られた」の意で、和名と同義。腹甲にはシームの周辺に小型かつ単純な暗色の斑紋が入る。
C. p. picta　トウブニシキガメ
最大甲長19cm。第2椎甲板と第3椎甲板の継ぎ目（シーム）と第2肋甲板と第3肋甲板のシームが繋がり直線状になるが、個体による変異も大きい。背甲の色彩は緑色で、甲板のシーム周辺は明色。腹甲の色彩は淡黄色一色。

## 分類
分子系統学の研究から亜種セスジニシキガメを独立種とする説もあるが、各亜種の分布域の境目では自然交雑する個体もいる事から本種の亜種とする説が有力。
- Chrysemys picta bellii　(Gray, 1831)　セイブニシキガメ　Western painted turtle
- Chrysemys picta dorsalis　Agassiz, 1857　セスジニシキガメ　Southern painted turtle
- Chrysemys picta marginata　Agassiz, 1857　フチドリニシキガメ　Midland painted turtle
- Chrysemys picta picta　(Schneider, 1783)　トウブニシキガメ　Eastern painted turtle

## 生態
流れの緩やかな河川や湖、池沼、湿原などに生息し、底質が泥で水生植物が繁茂した水深の浅い小規模な止水域を好む。水棲傾向が強いが、日光浴のためよく陸にも上がる。昼行性で、夜間は水底などで休む。
食性は動物食傾向の強い雑食で、魚類、昆虫類、甲殻類、動物の死骸、水草などを食べる。幼体は動物食だが、成長に伴い植物食傾向が強くなる。
繁殖形態は卵生。オスは水中で前肢をメスの頭部の前で震わせて求愛し、メスが動きを止めるとオスがメスの上に乗り交尾する。主に5-7月に基底がローム質や砂の開けた場所に穴を掘り、1回に1-23個の卵を年に1-4回産む。卵は72-80日、平均76日で孵化（人工孵化では65-80日、同じく平均76日で孵化した例がある。）する。性染色体を持たず発生時の温度により性別が決定（温度性決定）し、25℃ではオスのみ、30.5℃ではメスのみが産まれた例がある。オスは生後3-5年（腹甲の直線距離にして7-9.5cm）、メスは生後5-10年（腹甲の直線距離にして9-16.5cm）で性成熟する。

## 人間との関係
亜種セイブニシキガメの亜種小名はThomas Bellへの献名。
ニシキガメは、しばしば生活史理論のテストのために用いられる。

## 飼育
ペットとして飼育されることもあり、日本にも輸入されている。アクアテラリウムで飼育される。水質の悪化に弱く、また高い頻度で水道水による水替えを行うと真菌性の皮膚病にかかることが多い。これは水質が清涼かつ安定した状態を維持し、日光浴を行える環境を設けることで防ぐことができる。飼育下では人工飼料にも餌付く。